# Artur Nazarian
Artur Nazarian (ur. 21 marca 1951 w Bejrucie) – libański polityk i przedsiębiorca ormiańskiego pochodzenia. W latach 1998–2000 był ministrem turystyki i środowiska w rządzie Selima al-Hossa. W 2009 r. zdobył mandat do Zgromadzenia Narodowego z drugiego okręgu bejruckiego, przeznaczony dla prawosławnych Ormian. Jest członkiem Bloku Zmian i Reform.